# 松居彩
松居 彩（まつい あや 、1988年1月25日 - ）は、日本の元女性アイドル。滋賀県出身。

## 人物
2001年に「ミスピュアピュアオーディション」グランプリを受賞。後に「鋼鉄天使くるみpure」で主人公・くるみ役で活躍。
事務所移籍とともに改名（松居彩→松居あや→松井あや）
趣味・特技は英語・中国語・ダンス。
2006年4月大学進学のため芸能活動から引退。

## 出演

### テレビドラマ
- 鋼鉄天使くるみpure（tvkほか）くるみ 役
  - 第1シリーズ（2002年4月 - 6 月）
  - 第2シリーズ（2002年10月 - 12 月）

### CM
- コクミンドラッグ、女子高生・国民のためのドラッグストア（2001 - 2005 年）

## 作品

### 映像作品
- 旅立ち（2002年、コム・アライアンス）PAP-0006
- 松居彩 age14 happy diary（2002年、ポニーキャニオン）PCBP-50589
- U-Angel 松居彩 14歳（2003年、グルーヴコーポレーション）GRVE-35020
- Pure Smile 松居彩（2003年、竹書房）TSDV-11872

### 書籍
- すみわたれ! 松居彩写真集（少女人形Series）（2002年、ぶんか社）ISBN 9784821124398
- 松居彩写真集「少女期」（2003年、竹書房）ISBN 9784812414217